# Praprot
Praprot – wieś w Słowenii, w gminie Semič. W 2018 roku liczyła 53 mieszkańców.